# Дрокин, Василий Андреевич
Василий Андреевич Дрокин (26 марта 1893 года, пос. Мотовилихинского завода, Пермский уезд, Пермская губерния, Российская империя — 11 сентября 1938 года, исправительно-трудовой лагерь, Магаданская область) — советский партийный и государственный деятель, председатель Пермского окрисполкома (1926—1927). 
Один из участников похищения и убийства великого князя Михаила Александровича и его секретаря Джонсона.

## Биография
Родился в рабочей семье. Окончил трёхлетнюю земскую начальную школу. В 1907 г. начал трудиться учеником токаря частной механической мастерской, с 1909 г. — токарь в снарядном цех Мотовилихинского завода. 
Член РСДРП с 1912 г. С августа 1914 г. находился в ссылке. С 1915 г. — токарь на оружейной фабрике Петрова. С мая по август 1917 г. — председатель комитета рабочих оружейной фабрики Петрова. С августа по ноябрь — депутат Мотовилихинского совета рабочих и солдатских депутатов. С декабря 1917 г. — заведующий отделом управления Пермского горсовета. В 1918 г. добровольцем уходит в Красную Армию, служил инструктором политотдела дивизии. 
- 1920—1921 гг. — заведующий Пермским городским отделом управления,
- февраль-май 1921 г. — ответственный секретарь Кунгурского уездного комитета РКП(б) Пермской губернии,
- февраль-ноябрь 1923 г. — ответственный секретарь Сарапульского уездного комитета РКП(б) Пермской губернии,
- 1923—1926 гг. — ответственный секретарь Сарапульского окружного комитета РКП(б)/ВКП(б),
- 1926—1927 гг. — председатель исполнительного комитета Пермского окружного Совета,
- 1928—1929 гг. — ответственный секретарь Орловского окружного комитета ВКП(б),
- 1929—1930 гг. — заведующий Самарским окружным земельным отделом,
- 1930—1932 гг. — ответственный секретарь Пензенского городского комитета ВКП(б) Средне-Волжского края,
- 1932—1933 гг. — заведующий зерновым сектором Уральского областного комитета ВКП(б),
- 1933—1934 гг. — секретарь Лебяжского районного комитета ВКП(б),
- март-ноябрь 1934 г. — секретарь Курганского районного комитета ВКП(б),
- 1934—1936 гг. — заведующий Пермским городским отделом внутренней торговли,
- 1936—1937 гг. — начальник отдела рабочего снабжения Управления строительства Камской государственной электростанции.

Делегат VIII и IX Всероссийских съездов Советов, XII и XIII съездов РКП(б), XIV съезда ВКП(б). 
1 апреля 1937 г. был арестован, по обвинению с троцкизме приговорён к 5 годам лишения свободы. 01.12.1937 постановлением Особого Совещания при НКВД СССР приговорён к 5 годам заключения в ИТЛ. В 1938 г. был переведен в один из магаданских лагерей. 
11.09.1938 – «погиб» (указано в книге О. Савина «Дело производством прекращено», Пенза, 1992). Обстоятельства смерти не указаны.
Реабилитирован посмертно, уголовное дело отменено за отсутствием состава преступления.